# 日曜日のミツバチ
『日曜日のミツバチ』は、日本のネオアコ・バンドである b-flower のデビュー EP。バンドが立ち上げた自主レーベル「Seeds Record」の第一弾リリース（「SEEDS 001」）として1990年2月にインディーズ・デビュー。
収録曲4曲の作詞作曲はすべて、ヴォーカル・ギターの八野英史。八野は当時を振り返り、演奏にも録音にも改善の余地は大きくあるものの、「あの頃の僕らにしか表現しえない何かが、そこにある気はする。」と語っている。

## 収録曲 解説
（以下、すべて）
1. 日曜日のミツバチ [Manchester Version] (3:56)
  - 作詞・作曲：八野英史
  - 大学卒業後、当時DCブランドと呼ばれていた洋服屋で働きながらバンド活動していた八野は、85-86年頃に b-flower を結成した。当初はバンド名もなく、ライブも自主製作も行わず、ただ「悶々と夜中に貸しスタジオで練習をくり返すのみ（しかも、律儀に週1ペース）の変なバンド」で、「プロ志向でも音楽を純粋に楽しみたいのでもなく、『バンドでもせんとやってられへん』感からえんえんリハーサルをくり返していたようで、スタジオ内には妙に切迫した雰囲気があった」。
  - 「そうこうしているうちに、ポンと生まれた」のがこの曲。八野が24歳の時に「生まれて4曲目くらいのオリジナル曲」だという。この曲がバンドメンバーに及ぼした影響は大きく、「この曲をスタジオで練習するようになって、バンドの中で何かが明らかに変わった。『いっぺん、ちゃんとライブしよか』『デモ・テープというか、レコードか CD 作ってみようや』など、今までに出るはずのなかった言葉がメンバー間を飛び交うようになった」。
  - 実は、内容はまったくリンクしていないが、映画『ミツバチのささやき』を「85年くらいに初めて観てからずっと「ミツバチ」の曲を作りたいなと思いつづけていて出来た曲」とのこと[2]。
2. Brilliant Dream (3:35)
  - 作詞・作曲：八野英史
  - 1987年、八野・橋本・湯田の3人は「無理矢理、仕事の休みをとって」ロンドンへ行き、「B&B を渡り歩いて、毎日 GIG のはしご三昧」をした。当時のイギリスはインディーズ・ギターバンドの全盛期で、「スミス・フォロワー」もしくは「C86」と呼ばれるマイナーな（「でも良い」）バンドが「ごろごろ居た」ため、「毎日Time Out（情報誌）をくまなくチェックして精力的に行動」したという。
  - 数あるバンドの中でも、八野に最も強い印象を残したのがイースト・ヴィレッジ（East Village）で、「その心の琴線が錆ぬうちに作った」のがこの曲。「曲作りの経験の浅さから、ベルベットとスミスとゴー・ビトゥイーンズ（The Go-Betweens）とイースト・ヴィレッジの影響があからさま」だが、八野曰く、「恥ずかしいけど、なんかこれでいい気がする」。
3. エスケイプ、それも37回目の(4:12)
  - 作詞・作曲：八野英史
  - 「そろそろ自分の人生の展望がいやおうなく見えてしまい、『こんなんでいいのかな』を背負いつつ生きている」20代後半に、「人一倍に逃避願望が強く、常にここから逃げ出したいと思ってるやっかいな奴」である八野がつくった、「ホールデン的逃避行の歌」（ホールデンは『ライ麦畑でつかまえて』の主人公）。「田舎にこもるでもなく、国外逃亡でも宗教に走るでもなく、地方都市京都にとどまり『つまらんなー、なんかええことないかな』とつぶやきながら暮らす、という選択」をした自称「夢見る現実派」による、「僕らの歌としては（逃避行の歌だと）珍しく言い切れるシンプルな」楽曲。
  - なお、歌詞に出てくる 「ムクドリ」はその後もたびたび八野作品に登場することになる。
  - 1991年9月の東京初ライヴツアーでも披露された。
4. 日曜日のミツバチ [Bristol Version] (3:56)
  - 作詞・作曲：八野英史
  - 「自分たち自身、わけのわからないエネルギーがつまった曲ができたなという実感らしきものがあったのかもしれない」（八野）。
  - さらに2バージョンがあり、1st アルバム『ペニーアーケードの年』とミニアルバム『Clover Chronicles I』にそれぞれ収録されている。

## 備考
- 公式サイトによると、2010年現在、SOLD OUT。